# Daleko je Sunce
A Daleko je Sunce a Galija együttes 1988-ban megjelent nagylemeze, melyet az RTB adott ki. Katalógusszáma: 210242.

## Az album dalai

### A oldal
1. Da li si spavala (3:04)
2. Žena koje nema (4:00)
3. Bez naslova (3:35)
4. Zebre i bizoni (3:02)
5. Orlovi rano lete (5:16)

### B oldal
1. Intimni odnosi (2:48)
2. Švabica (2:23)
3. Će me voliš (2:30)
4. Nebo nad Makarskom (3:50)
5. Mi znamo sudbu (3:28)
6. Kao i obično (4:06)

## Közreműködők
- Nenad Milosavljević – ének
- Predrag Milosavljević – ének
- Jean Jacques Roscam – gitár
- Bata Zlatković – furulya
- Zoran Radosavljević – basszusgitár
- Boban Pavlović – dob

### Vendégzenészek
- Kornelije Kovač – billentyűs hangszerek
- Saša Lokner – billentyűs hangszerek
- Ivan Vdović – dob
- Nenad Stefanović "Japanac" – basszusgitár
- Fejat Sejdić Trumpet Orchestra